# Fabricio Coloccini
Fabricio Coloccini (født 22. januar 1982 i Córdoba, Argentina) er en argentinsk fodboldspiller, der spiller som midterforsvarer i Primera División Argentina-klubben San Lorenzo de Almagro. Han har spillet for klubben siden 2016. Tidligere har han optrådt for argentinske Boca Juniors, for AC Milan i Italien, for spanske Deportivo Alavés, Atlético Madrid, Villarreal CF og Deportivo La Coruña samt for Newcastle United i England.
Med både Boca Juniors og San Lorenzo har Coloccini været med til at vinde det argentinske mesterskab.

## Landshold
Coloccini står (pr. 22. marts 2018) noteret for 39 kampe og én scoring for Argentinas landshold, som han debuterede for i 2003. Han var året efter en del af det argentinske hold der vandt guld ved OL i Athen. Han har også deltaget ved Copa América 2004, Confederations Cup 2005 og VM i fodbold 2006. Som ungdomsspiller var han også en del af det argentinske U-20 landshold, der vandt guld ved VM i 2001.

## Titler
Primera División de Argentina
- 1998 (Apertura) og 1999 (Clausura) med Boca Juniors
- 2001 (Clausura) med San Lorenzo

Sommer-OL
- 2004 med Argentina

U-20 VM
- 2001 med Argentina